# アンサンブル・ボッカ
- アンサンブル・ヴォッカ

アンサンブル・ボッカは、1960年代から1980年代に活動していた日本の男性音楽グループである。
代表者はコロムビア合唱団の元メンバーで、玉川大学教授の石垣良彦（1931年 - ）。声楽家（バリトン歌手）、オペラ歌手の島村武男（東京藝術大学音楽学部在学時）。その他のメンバーは詳細不明。
テレビ番組の主題歌や挿入歌、市町村歌のレコード吹き込みを中心に活動していた。

## 作品

### シングル
| A面                                     | B面                                                   | 発売日              | レーベル                              | 規格品番                   | 備考                                   |
| --------------------------------------- | ----------------------------------------------------- | ------------------- | ------------------------------------- | -------------------------- | -------------------------------------- |
| きよしこのよる （吉永小百合）           | ジングルベル （with吉永小百合）                       | 1963年10月20日      | ビクター                              | PV-53                      |                                        |
| ゆけゆけ飛雄馬                          | 友情の虹 （ジ・エコーズ）                             | 1968年6月 1969年1月 | 日本コロムビア テイチク 東芝 ビクター | SCS-54 KT-20 TC-1110 BX-53 | 『巨人の星』主題歌                     |
| ワン・チュー・スリー作戦 （with石川進） | チュウチュウチュウ三勇士 （石川進、サニー・トーンズ） | 1968年              | キング                                | ED(H)-1006                 | 『ワン・チュー・スリー作戦』主題歌     |
| 久喜市民歌 喜びの街                     | 新久喜音頭 （仲宗根美樹、長崎新也）                   | 1971年              | キング                                | NCS-344                    | 埼玉県久喜市制定（市制施行記念）       |
| 三郷市民の歌                            | 三郷音頭 （英亜里）                                   | 1972年              | CBS・ソニー                           | YESA-2                     | 埼玉県三郷市制定（市制施行記念）       |
| 蓮田市民歌 夢わくあしたを作る街         | 蓮田音頭 （英亜里）                                   | 1972年              | CBS・ソニー                           | YESA-9 TMK-1007            | 埼玉県蓮田市制定                       |
| 高萩市民ばやし （都はるみ）             | 高萩市民の歌                                          | 1974年              | 日本コロムビア                        | PLS-7186                   | 茨城県高萩市制定                       |
| 久米南町歌                              | 久米南町音頭 （亜里ひろみ、双葉茂）                   | 1974〜75年頃        | 東芝EMI                               | 4RS-451                    | 岡山県久米南町制定（昭和49年度）       |
| 紫波町民歌                              | 紫波町音頭 （亜里ひろみ、双葉茂）                     | 1974〜75年頃        | 東芝EMI                               | 4Rs-476                    | 岩手県紫波町制定（町制20周年記念）     |
| 美東町民歌                              | 美東音頭 （亜里ひろみ、双葉茂）                       | 1974〜75年頃        | 東芝EMI                               | 4Rs-516                    | 山口県美東町制定（町制20周年記念）     |
| 茂木町民の歌                            | 茂木町民音頭 （亜里ひろみ、双葉茂）                   | 1975年頃            | 東芝EMI                               | 4Rs-524                    | 栃木県茂木町制定                       |
| 小野田市民の歌                          | 小野田音頭 （亜里ひろみ、双葉茂）                     | 1975年頃            | 東芝EMI                               | 4Rs-530                    | 山口県小野田市制定（市制35周年記念）   |
| 明和町歌                                | 明和音頭 （英亜里）                                   | 1978年              | ビクター                              | 17VP-5009                  | 三重県明和町制定（町制20周年記念）     |
| 羽生市民の歌 羽生わがまち               | 新羽生音頭 （英亜里、鈴木正夫）                       | 1979年              | ビクター                              | 17VP-5020                  | 埼玉県羽生市制定（市制25周年記念）     |
| わたしの浜坂                            |                                                       | 1980年3月           | ビクター                              | 17VP-2065                  | 兵庫県浜坂町制定                       |
| 西川音頭 （北島三郎）                   | 西川町民の歌                                          | 1980年              | クラウン                              | 7LPR-248                   | 山形県西川町制定                       |
| 由宇ふるさと音頭 （都はるみ）           | 由宇はわがまち -由宇町民歌-                           | 1981年2月           | 日本コロムビア                        | PLS-7310                   | 山口県由宇町制定                       |
| ああ わが戸田市                         | 戸田音頭 （井沢八郎、都はるみ）                       | 1981年7月           | 日本コロムビア                        | PLS-7318                   | 埼玉県戸田市制定（市制15周年記念）     |
| 伸びゆく織田                            | 織田音頭 （英亜里）                                   | 1981年              | テイチク                              | 56-64                      | 福井県織田町制定（町制施行30周年記念） |
| 葛飾 三郷ばやし （都はるみ）            | 若い三郷 -三郷市民の歌-                               | 1982年7月           | 日本コロムビア                        | PLS-7333                   | 埼玉県三郷市制定（市制10周年記念）     |
| 桜井市歌 万葉のふるさと                 | 桜井音頭 （都はるみ）                                 | 1982年11月          | 日本コロムビア                        | PLS-7342                   | 奈良県桜井市制定                       |
| 平田わがまち（平田町民の歌）            | 庄内ひらた音頭 （都はるみ）                           | 1983年9月           | 日本コロムビア                        | PLS-7350                   | 山形県平田町制定                       |
| 伊勢・白山音頭 （英亜里）               | 白山町民歌 白山わがまち                               |                     | 東京企画                              | TMK-0720                   | 三重県白山町制定                       |
| 内原町民の歌                            | 内原音頭 （佐々木人水、双葉茂）                       |                     | 東京企画                              | TMK-1010                   | 茨城県内原町制定                       |
| 大槌町民歌                              | 新大槌小唄 （英亜里）                                 |                     | ビクター                              | 17VP-1006                  | 岩手県大槌町制定                       |
| 養父町歌                                | 養父音頭 （英亜里）                                   |                     | ビクター                              | 17VP-5019                  | 兵庫県養父町制定                       |
| 竹野町歌                                | 竹野町小唄 （英亜里）                                 |                     | ビクター                              | 17VP-1091                  | 兵庫県竹野町制定                       |
| 本吉町 町民歌                           | もとよし音頭 （小野田実）                             |                     | 日本コロムビア                        | PES-8058                   | 宮城県本吉町制定                       |
| 村上市民歌                              | 村上市民音頭 （都はるみ）                             |                     | 日本コロムビア                        | PES-7525                   | 新潟県村上市制定                       |
| 長門市民の歌                            | 長州 長門ぶし （都はるみ）                            |                     | 日本コロムビア                        | PES-7443                   | 山口県長門市制定                       |
| 芳賀町民音頭 （三橋美智也）             | 芳賀町民の歌                                          |                     | キング                                | NDS-240                    | 栃木県芳賀町制定                       |

### アルバム
- ちびっ子テレビ主題歌大作戦（ダイエー・レコード マイパック DR-0020） ※レインボー児童合唱団との歌唱）

### ソノシート
- 東海理化電機製作所社歌
- 東海理化電機製作所応援歌「われらの精鋭」
- 曽田香料社歌「明日をめざして」

### カセットテープ
- 正調軍歌 ラッパと唄入り20（スターパック・CTA）

### カバー曲
- 鉄人28号（『鉄人28号』主題歌）

### タイアップ
- ゆけゆけ飛雄馬（テレビアニメ『巨人の星』主題歌）
- 紅洋高校応援歌「紅洋の旗」（テレビアニメ『巨人の星』挿入歌）
- 青雲高校応援歌「青雲健児の歌」（テレビアニメ『巨人の星』挿入歌）
- めざせ巨人の星（テレビアニメ『巨人の星』イメージソング）
- 男たち（テレビドラマ『清水次郎長』エンディング曲）
- ワン・チュー・スリー作戦（人形劇『ワン・チュー・スリー作戦』主題歌）※石川進との歌唱